# سيراس إس. تشينغ
سيراس إس. تشينغ (بالإنجليزية: Cyrus S. Ching)‏ هو شخصية أعمال أمريكي، ولد في 21 مايو 1876 في جزيرة الأمير إدوارد في كندا، وتوفي في 27 ديسمبر 1967 في واشنطن العاصمة في الولايات المتحدة.

## وصلات خارجية
- سيراس إس. تشينغ على موقع مونزينجر (الألمانية)